# Amma (bóg)
Amma – w mitologii Dogonów stwórca świata. Amma stworzył pierwszą po nim żywą istotę, boga Nommo, która z kolei dała początek wielu kolejnym istotom. Jedna z nich zbuntowała się przeciw Ammie, za co została poćwiartowana, a jej szczątki rozrzucone po świecie.